# Schmiedewalde

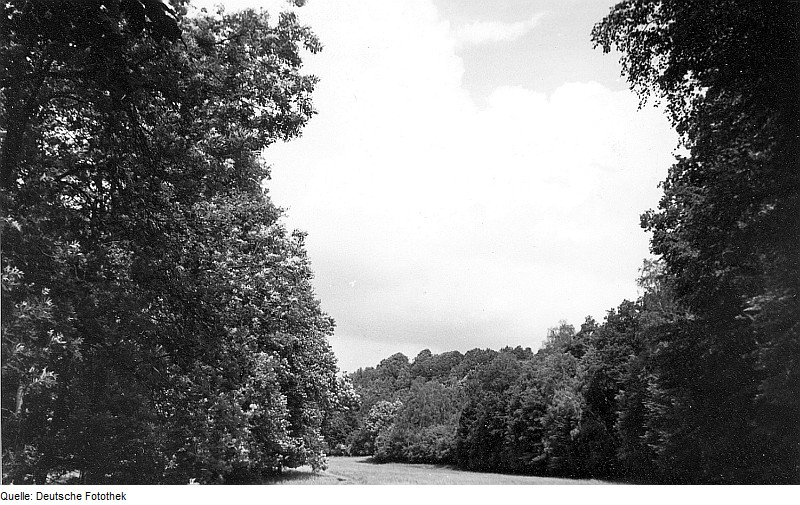
Eingang zum Schmiedewalder Tal

Schmiedewalde ist ein Ortsteil der Gemeinde Klipphausen im Landkreis Meißen, Sachsen. 

## Geographie
Schmiedewalde liegt im Meißner Hochland zwischen Wilsdruff, Nossen und Meißen. Das Dorf ist umgeben von den anderen zu Klipphausen gehörenden Ortsteilen Tanneberg im Südwesten, Groitzsch im Westen, Burkhardswalde im Nordwesten sowie Seeligstadt im Norden. Nordöstlich und östlich benachbart liegen Lampersdorf und Lotzen. Die Wilsdruffer Ortsteile Limbach und Blankenstein grenzen im Südosten und Süden an.
Durch Schmiedewalde fließt der Schmiedewalder Bach, ein von der Triebischseitentalbrücke überspannter rechter Zufluss der Triebisch. Südwestlich der Ortslage wurde Kalk abgebaut; als geflutetes Restloch erhalten blieb der Grüne See. Nordöstlich von Schmiedewalde befindet sich die Baeyerhöhe mit 320 m ü. NN. Durch den Süden der Schmiedewalder Flur verläuft in Ost-West-Richtung die Bundesautobahn 4. Seit der 1999 vollzogenen Trassenverlegung Triebischtäler führt die Autobahn nicht mehr durch das Tanneberger Loch, sondern etwas näher an Schmiedewalde vorbei. 
Der Ortskern des einseitigen Waldhufendorfs liegt entlang der Birkenhainer und der Oberen Straße. Mehrere Gebäude im Ort sind als Kulturdenkmal geschützt (siehe Liste der Kulturdenkmale in Schmiedewalde). An den ÖPNV ist Schmiedewalde durch die Buslinie 414 der Verkehrsgesellschaft Meißen angebunden.

## Geschichte

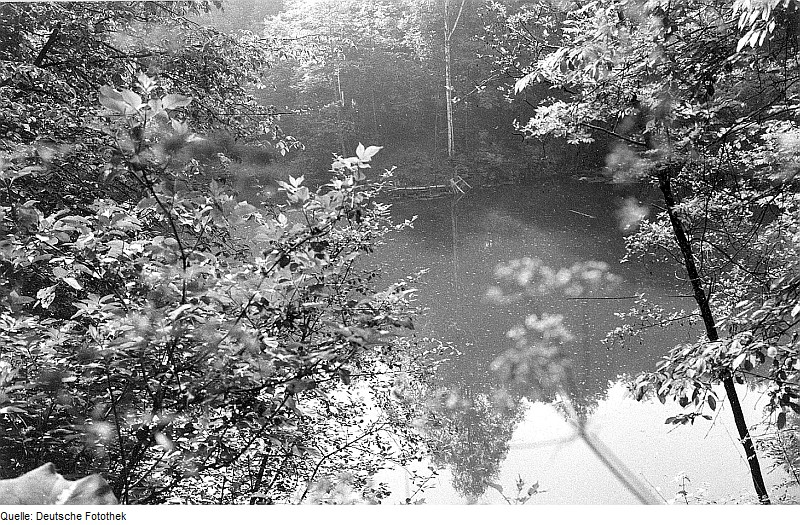
Mit Wasser gefülltes Kalkabbau-Restloch

Erstmals erwähnt wurde das Dorf 1428 als „Smedewalde“, der Ortsname bedeutet „in einem Wald gelegene  Schmiede“. Im Lauf der Jahrhunderte wandelte sich der Ortsname unter anderem über die Stationen „Smidewalde“ und „Schmedewalde“ hin zur heutigen Schreibweise. Gegründet wurde Schmiedewalde vermutlich von fränkischen Ostsiedlern. Um das Dorf, dessen Bewohner sich ihr Einkommen in der Landwirtschaft verdienten, erstreckte sich eine 337 Hektar große Waldhufenflur. 
Eingepfarrt war Schmiedewalde zunächst nach Blankenstein, seit 1877 nach Burkhardswalde. Die Grundherrschaft übten die Besitzer des Ritterguts im nahen Rothschönberg aus, die Verwaltung oblag jahrhundertelang dem Erbamt Meißen. Im Jahre 1856 gehörte Schmiedewalde zum Gerichtsamt Wilsdruff und kam danach zur Amtshauptmannschaft Meißen, aus der der gleichnamige Landkreis hervorging. Auf Grundlage der Landgemeindeordnung von 1838 erlangte Schmiedewalde Selbstständigkeit als Landgemeinde, verlor den Status jedoch am 1. Juli 1950 durch Eingemeindung nach Burkhardswalde. Nach dessen Vereinigung mit Munzig war es seit dem 1. Januar 1973 Teil von Burkhardswalde-Munzig, das wiederum seit dem 1. März 1994 zu Triebischtal gehörte. Durch die Eingemeindung von Triebischtal am 1. Juli 2012 wurde Schmiedewalde ein Ortsteil der Gemeinde Klipphausen.

### Einwohnerentwicklung
| Jahr | Einwohner                                 |
| ---- | ----------------------------------------- |
| 1551 | 10 besessene Mann, 4 Häusler, 11 Inwohner |
| 1764 | 17 besessene Mann, 4 Häusler              |
| 1834 | 198                                       |
| 1871 | 238                                       |
| 1890 | 207                                       |
| 1910 | 189                                       |
| 1925 | 183                                       |
| 1939 | 175                                       |
| 1946 | 249                                       |
| 1950 | siehe Burkhardswalde                      |